# Bernhard Boecker

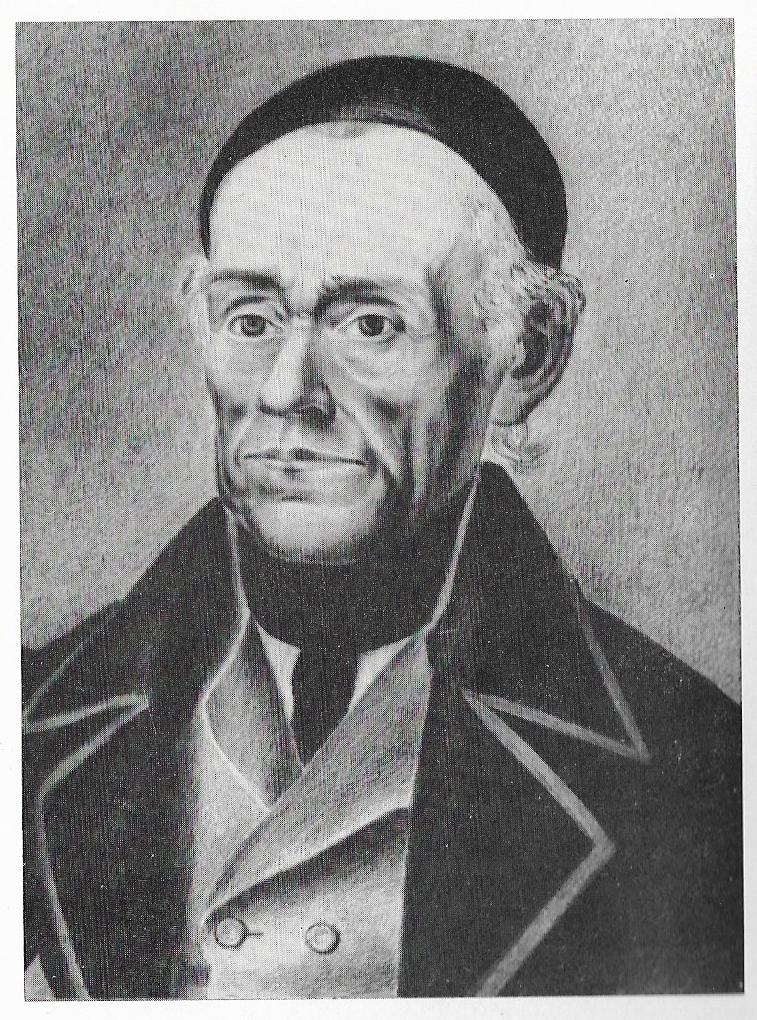
Porträt Bernhard Boecker

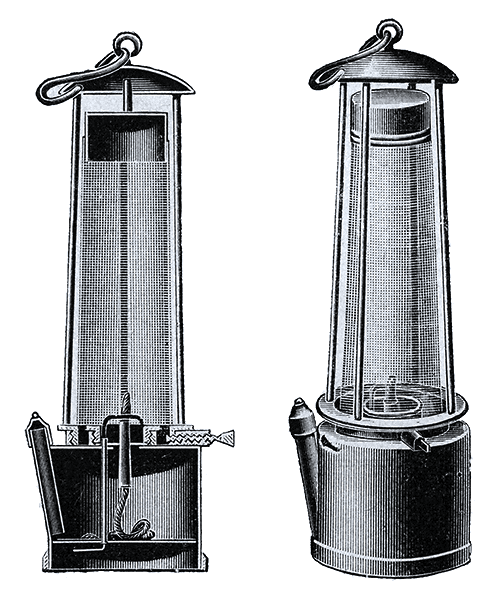
Grubenlampe, nach Davy (Davysche Sicherheitslampe)

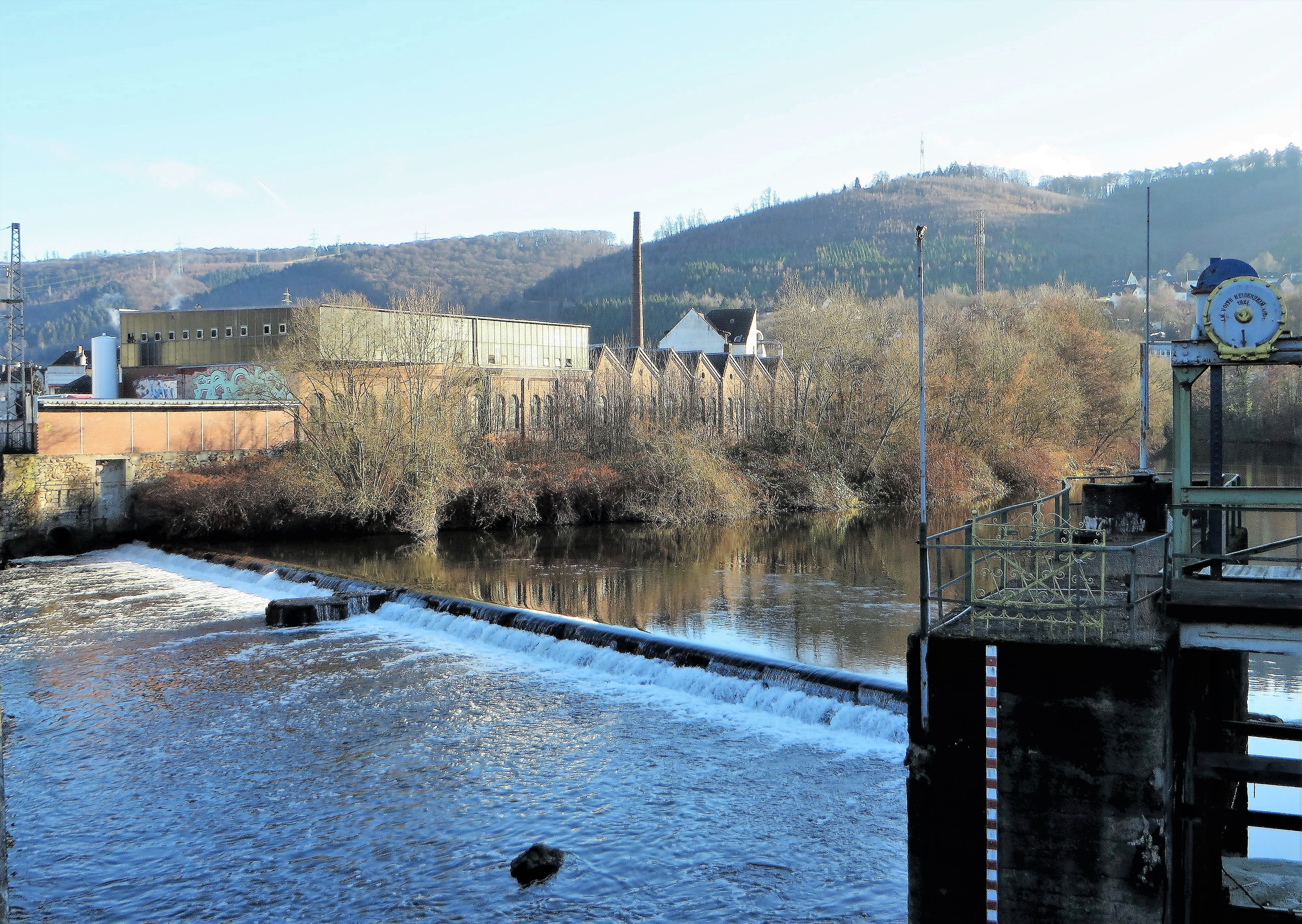
Blick auf die Fa. Bernhard Boecker

Bernhard Boecker (* 15. Mai 1768 in Limburg a. d. Lenne; † 17. April 1847 ebenda) war ein deutscher Drahtzieher und Gründer einer Drahtweberei in Hohenlimburg.

## Leben
Bernhard Boecker (Büecker) erlernte die Technik der Drahtherstellung in der väterlichen Drahtrolle, die in Limburg an der Mündung des Wesselbachs in die Lenne lag. Nach seiner Schul- und Lehrzeit befand sich am Ende des 18. Jahrhunderts die Limburger Drahtindustrie in einer verzweifelten Lage. Abgesehen von kleinen Veränderungen, war das Verfahren, dasselbe geblieben wie vor Jahrhunderten. Die Qualität des Drahtes genügte nicht mehr den neuesten Anforderungen und es trat eine ernste Absatzkrise ein. Bernhard Boecker wusste diese Lage zu meistern und stellte aus dem in seiner Rolle gezogenen Draht Strickstöcke her, die er in einer Kiepe von Ort zu Ort trug. Diese Strickstöcke waren ein begehrter Artikel. Aus einem Teil des Erlöses kaufte er Lebensmittel und trug diese in der leergewordenen Kiepe heim. Diese Aufmachung, seine lange Pfeife rauchend, durch die Gassen Limburgs gehend, brachte ihm früh den Spitznamen „Strickstock-Berend“ ein.
Mit angeborenem Weitblick schaute Bernhard Boecker über die Grenzen seiner Heimatstadt hinaus und hielt nach neuen Arbeitsmöglichkeiten Ausschau. Beim Waschen der Wolle bemerkte er, dass ein Teil derselben durch die breitmaschigen Weidenkörbe verlorenging. Er zog daraus die Folgerung und versah diese Körbe mit einem Handgeflecht aus Draht. Auf seinen Auslandsreisen lernte er, vornehmlich in Frankreich, die Drahtweberei kennen. Die im Elsass kennengelernte Herstellungsart brachte ihn dazu als erster auf deutschem Boden einen Webstuhl für die Fertigung feinster Gewebe selbst zu konstruieren. Der Grundstein für ein neues Gewerbe, das auch der darniederliegenden Drahtzieherei zu einer neuen Blütezeit verhalf, war damit gelegt.
Verheiratet war Bernhard Boecker mit seiner Cousine Anna Louise Boecker. Sein Großvater war Johann Jacob Boecker (1683–1759) aus der Nahmer.
Boecker entwickelte ab dem Herbst 1816 die damals in England vom Chemiker Humphry Davy konstruierte Sicherheits-Grubenlampe weiter, die sogenannte Davy-Lampe. Auf Anregung durch den Preußischen Bergrat Jacob Nöggerath in Bonn und den damaligen Gewerbeschuldirektor Adam Storck in Hagen verbesserte er die Davy-Lampe, indem er für die Grubenlampe auf einem zum Drahtwebstuhl umgeformten Leinwandwebstuhl einen Messingdraht fertigte, der feinmaschiger als bei dem englischen Vorbild war, außerdem besaß die Lampe nur drei Verstrebungen statt fünf und lieferte mehr Licht.
Die Boecker-Lampe wurde ab Sommer 1817 aus Messing und aus Eisen angeboten, und vor allem die Lampe aus Eisen war deutlich preiswerter als das Original aus England. Sie kam nach einer Erprobung seit 1819 in den damaligen Kohlerevieren am Niederrhein und in Westfalen zum Einsatz. Die Nachfrage lief so hervorragend, dass Boecker mit der Produktion kaum nachkam. 1822 erhielt Boecker für die Qualität seines Modells durch König Friedrich Wilhelm III. von Preußen eine Bronzemedaille auf der Ausstellung für vaterländische Gewerbeerzeugnisse in Berlin, mit der Inschrift: „1. Preis dem Metallweber B. Boecker und Sohn zuerkannt“. Boecker war zwar nicht der Erfinder des mechanischen Drahtwebstuhls, doch gelang ihm wohl als erstem deutschen Drahthersteller die serielle Produktion von speziellen Drahtkörben für Sicherheitsgrubenlampen.
1826 gründete Boecker zusammen mit Carl Haver in Limburg die Drahtweberei „Boecker & Haver“. Nachdem die Drahtrolle am Wesselbach zu eng geworden war, wurde 1830 der Betrieb an die Stennertstraße verlegt. Auf Empfehlung des Oberpräsidenten von Westfalen Ludwig Freiherr von Vincke, besichtigte 1831 der damalige Kronprinz Friedrich Wilhelm, der spätere König Friedrich Wilhelm IV. von Preußen, die Boeckersche Drahtweberei mit einer Delegation.
Bernhard Boecker starb als wohlhabender Mann 79-jährig am 17. April 1847.
Die Draht- und Drahtgewebefabrik Boecker & Haver an der Stennert in Limburg war seit dem 1. Juli 1854 in Besitz von Moritz Boecker und Carl Fritsch. Mit bis zu 100 Mitarbeitern bestand sie dort bis Ende des Jahrhunderts. 1896 mit Firmeninhaberin Witwe Bernhard Boecker. Schon 1858 wurde die Firma durch eine Feindrahtzieherei in der Obernahmer, am Zusammenfluss der Nimmer in den Nahmerbach, erweitert. Im Volksmund wurde dieser Betrieb „die kleine Schule“ genannt, weil dort zwecks Heranbildung eines Stammes von Facharbeitern die aus der Schule entlassenen Jungen eingestellt wurden. Nach Aufgabe des Standortes Stennertstraße gab es Boecker & Haver, nun auch mit Kaltwalzwerk, ab 1899 komplett in der Obernahmer. Ab dem 28. Mai 1900 sogar mit zwei Anschlussgleisen der Hohenlimburger Kleinbahn im Rollwagenbetrieb. Firmeninhaber war um 1900 Waldemar Boecker mit 35 Mitarbeitern. Der Betrieb wurde in den 1920er Jahren dem Phoenix-Konzern in Hörde angegliedert. Das Betriebsgelände danach aufgegeben und dieses 1926 von der WURAG übernommen.
Als direkter Nachfahre, gleichen Namens, gründete am 1. Juni 1929 Bernhard Boecker († 1971) das heutige Unternehmen an der Obernahmerstraße. Vorläuferfirma der seit dem 1. August 1965 verlagerten „Bernhard Boecker Kaltwalzwerk, Draht- und Metallwarenfabrik GmbH & Co.“ in Hohenlimburg-Oege, Oeger Straße 34–36.